# Harihara

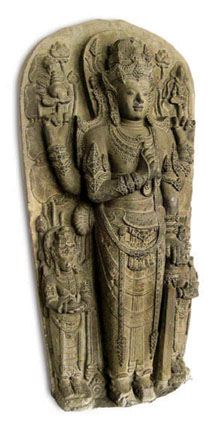
Harihara

Harihara Es la deidad que combina a Visnú y Shiva. Proviene de la tradición Hindú. Harihara es también a veces utilizado como término filosófico cuando uno quiere hablar de la unidad entre Visnú y Shiva como aspectos diferentes del mismo Dios Supremo.

## Otros sitios web

### La Posición de Shiva & Visnú
•	Shiva y Visnú es uno y el mismo (dlshq.org)
•	Visnú y Shiva como aspectos diferentes del mismo Dios. (Shaivite Gurú, Bodhinatha)

### Harihara Imágenes
- Harihara - Fotografía de Talla de Hoysaleshvara Templo, Halebid (art-and-archaeology.com)
- Bronce Harihara de Tailandia

- Datos: Q935053
- Multimedia: Harihara / Q935053